# Association des minorités nationales de la République serbe
L'Association des minorités nationales de la République serbe (en bosnien : Savez nacionalnih manjina Republike Srpske) est une institution culturelle située à Banja Luka, la capitale de la république serbe de Bosnie, en Bosnie-Herzégovine. Créée en 2004,  elle s'est donné comme objectif de préserver la culture, l'identité et la religion des diverses minorités nationales qui la composent.
L'association regroupe 12 minorités nationales : Monténégrins, Tchèques, Italiens, Juifs, Hongrois, Macédoniens, Allemands, Polonais, Roms, Slovaques, Slovènes et Ukrainiens.